# アリス・コーベット
アリス・コーベット (Alice M. Corbett)は、1925年にマサチューセッツ州ノーサンプトンにあるスミス大学の学生寮から姿を消したアメリカ人女性である。彼女の行方はいまだ分かっていない。

## 背景
アリス・コーベットは、ニューヨーク州ユーティカで生まれ育ち、行方不明となったときは学業成績の良い大学3年生であった。  
1925年11月13日金曜日の早朝、コーベットの学友、ジーン・M・ロブソン（Jean M. Robeson）が寮の部屋で窒息死しているのが発見された。照明に使われていたガスが原因の不慮の事故であった。同日、午前8時頃にコーベットがクラークハウス寮（Clark House）の部屋を出るのが目撃された。午後になってもコーベットが戻らなかったため、友人が彼女の部屋に入ると、自筆の書き置きがあった。書き置きを確認した大学関係者によると、「お母さん、私は家に帰ります」と書かれていたほか、コーベットの精神状態が「混乱していた」ことを窺わせる内容が含まれていた。コーベットの父ジェームズに書き置きを見せられた医師は、行方不明になったときの彼女は精神的な病を患っていた可能性があると判断した。 
失踪前、コーベットは、近くにあるアマースト大学の学生、トーマス・スターリング（Thomas Sterling）とデートをしていた。スターリングが警察に伝えた話によると、失踪の1週間前に毒を買って欲しいとコーベットに頼まれたという。彼はその頼みを断った。警察がコーベットとスターリングの間で交わされた手紙を調べたところ、直近で喧嘩していたことがわかった。12月、スターリングはコーベットの失踪に関与していないとの判断が下された。 
最後に目撃されたとき、コーベットは濃い色の服装を来て帽子をかぶり、目立つ黄色のレインコートを羽織っていた。所持金は75ドルと考えられた。 

## 調査
コーベットが行方不明との知らせがあった当日、大学の職員や学生がキャンパスを捜索した。翌日、マサチューセッツ州警察と地元のボーイスカウトが近隣地域の地上捜索を展開した。コーベットはノーサンプトンに近いホルヨークにあるトム山（Mount Tom）のハイキングが好きだったとの情報にもとづき、この地域も捜索対象に加えられた。父親のジェームズ・コーベットは娘の発見につながる情報に対して500ドルの謝礼金を支払うと表明し、マサチューセッツ州スプリングフィールドとニューヨーク州スケネクタディの地元ラジオ局が彼女の特徴を放送で伝えた。 
その後の数週間で、警察は近隣の自治体からもたらされた多数の目撃情報を調査した。あるドラッグストアの店主は、11月13日の朝に地元のトロリーバスの運行時刻を尋ねてきた女性がコーベットだと思うと述べた。しかし、トロリーバスの乗務員は、その日はコーベットに似た女性は乗車していなかったと述べた。 マサチューセッツ州イーストハンプトンとウェストフィールドからは、それぞれコーベットに似た、黄色のレインコートを着た若い女性を見たとの情報が寄せられた。トム山の捜索が行われた1週間後になって、そのあたりでハイキング中のコーベットを見たとの目撃情報が入り、同地域の再捜索が行われた。 
11月20日、トム山近くのホワイティングピーク（Whiting Peak）で電話線工事を行っていた作業員が、コーベットに似た若い女性に銃を突きつけられ、食料を要求されたと証言した。その後、女性は森の中へ消えたという。12月初旬になって、コーベットが行方不明になった頃に、マサチューセッツ州ハドリー（Hadley）のコネチカット川に向かって堤防を歩いている「黄色のレインコートを着た」若い女性を見たという住民が現れた。これ以前にも、黄色のレインコートが川の同じ流域に浮かんでいたとの目撃情報があったため、警察はこれらの情報は互いに関連性があると判断した。12月13日、州警察のジョセフ・V・デイリー刑事（Joseph V. Daley）は、コーベットはどこかへ流されてしまい、死亡したものと思われると述べた。 
報道で事件が広まると、虚偽の情報提供がなされたりデマが生まれたりした。1925年12月、警察と新聞は、この事件に関するいたずらの手紙を「数多く」受け取ったと報告した。1926年3月、ニューヨーク州トロイのある住民は、自分の下宿で雇っている女中がコーベットだと主張し、2回も謝礼金を受け取ろうとした。4月に、ある中年女性がマサチューセッツ州チェシャー（Cheshire）の警察に出頭し、自分がコーベットだと主張した。5月には、コーベットが書いたとされるメッセージの入った瓶がノーサンプトン近くのコネチカット川から回収された。メッセージには、コーベットがスミスフェリー（Smith's Ferry）の近くの洞窟に監禁されていると書かれていた。警察はデマだと思いつつもその地域を捜索したが、新たな事実は見つからなかった。
マサチューセッツ州西部の都市部、森林地帯、それに水路の捜索は、1926年の春から夏にかけて続いた。1月、ジェームズ・コーベットは船頭の助けを得てコネチカット川を捜索し、7月には、ノーザンプトンと周辺にある水車の水路が毎年行われる保守のために排水され、その間にコーベットの遺体や衣類がないかを探す捜索が行われた。 1927年10月、狩猟シーズンの開始時期に合わせ、ジェームズは$1,000の謝礼金提供を新たに公表し、自然地域の捜索活動を再開した。 

## その後
1928年1月13日にスミス大学のフランシス・スミス（Frances Smith）という別の学生がキャンパス内の住居から姿を消すと、コーベットの事件に対する関心が再燃した。スミスの遺体は1929年3月、ロングメドウ（Longmeadow）近くを流れるコネチカット川から発見されたものの、正式な死因は報告されていない。 
1933年、ニューヨーク市出身の男性が、ハドリー（Hadley）に住んでいた1925年にコーベットを殺害したと自白した。彼は後に自白を撤回し、捜査の結果、警察もこれを虚偽の情報として片付けた。
1936年、ノーサンプトンの浅い墓穴から人骨が発見され、コーベット事件との関連性が疑われたが、アメリカ先住民の古い遺骨であることが判明した。